# Burg Landsberg (Elsass)

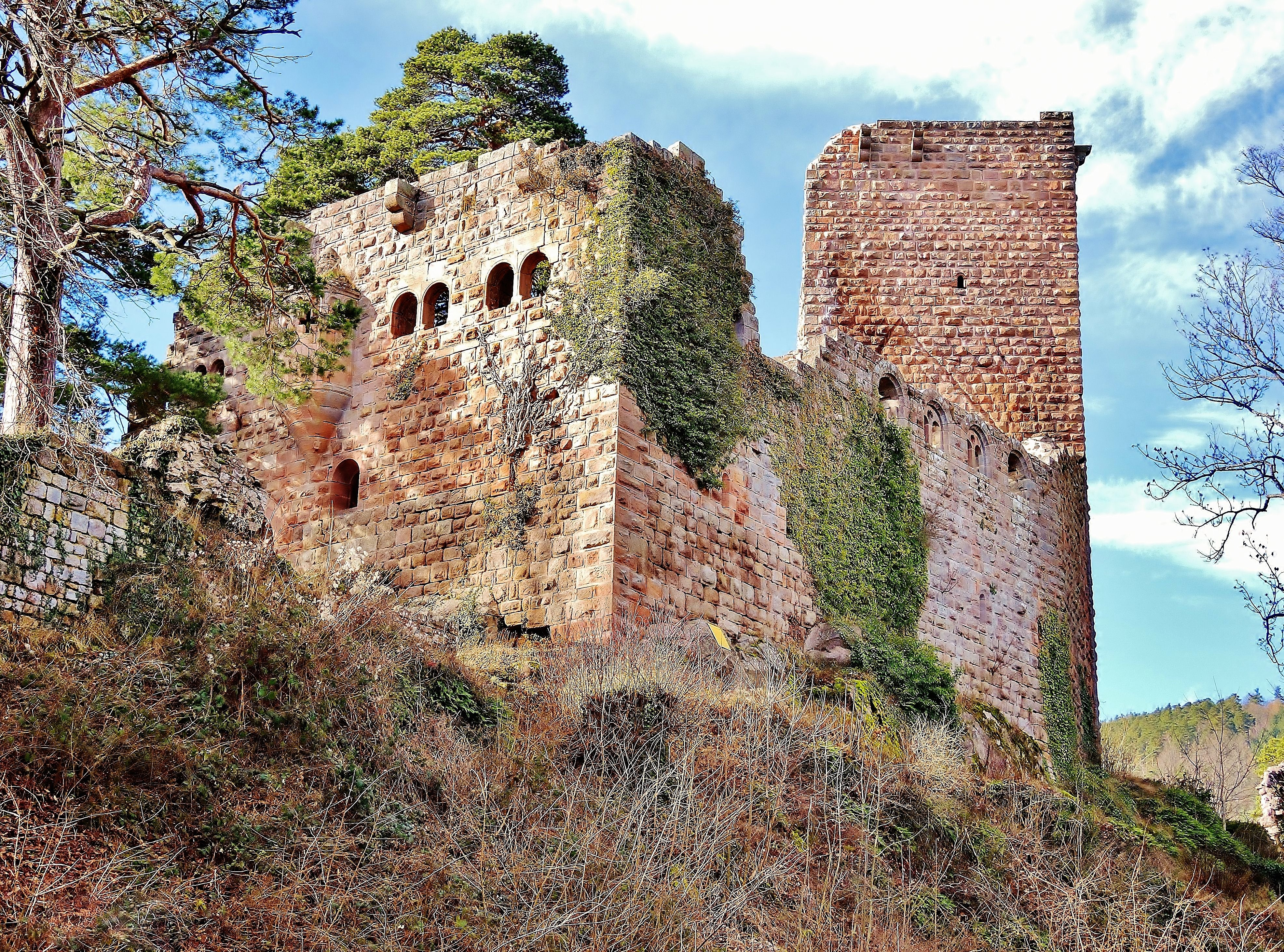
Kernburg der Burg Landsberg, Ostansicht

Die Ruine der Burg Landsberg (französisch Château de Landsberg) im Elsass steht auf einem südlichen Ausläufer des Odilienbergmassivs rund 30 Kilometer südwestlich von Straßburg. In einer Höhe von 580 Metern über NN auf einem Bergsporn liegend, dominiert sie die Ortschaft Heiligenstein im Département Bas-Rhin.
Die Spornburg wurde im Laufe der Geschichte auch mit Landsberch, Landesperg sowie Landsperg bezeichnet und war die Stammburg der Ritter von Landsberg. Aus Sicht der Burgenforschung ist die Anlage wegen der erstmals verwirklichten und damit führenden Konzeption als Frontturmburg mit übereck gestelltem, viereckigem Bergfried und sich dahinter im Schutz aufstellenden Wohnbauten bedeutend. Sie diente als Vorbild für weitere elsässische Burgen wie Bernstein, Ortenberg und Birkenfels. Die Anlage steht seit dem 25. Oktober 1965 als Monument historique unter Denkmalschutz.
Eine botanische Besonderheit ist das Vorkommen des Winterlings (mundartlich Schlossbliemele). Die mediterrane Art wurde im Mittelalter im Burghof als Zierpflanze kultiviert und ist von dort aus verwildert.

## Geschichte

### Bewohner und Besitzer
Eine erste schriftliche Erwähnung der Burg fand in einer Urkunde vom 23. Juni 1200 statt, mit der die Äbtissin des Klosters Niedermünster dem Ritter Conrad von Vienhege (auch Finhey, Vigenhegen und Vienhenne) ein Grundstück überließ, auf dem sich seine gerade entstandene Burg befand. Der Burgherr nannte sich nachfolgend nach seinem neuen Besitz „von Landsberg“. Die in älteren Publikationen oft zu lesende Behauptung, die Herren von Landsberg seien bereits 1144 urkundlich genannt worden, gilt mittlerweile ebenso als widerlegt wie die Annahme, die durch den Hortus Deliciarum bekannt gewordene Äbtissin Herrad von Landsberg sei ein Mitglied dieser Adelsfamilie gewesen.
Burg Landsberg entstand zur Sicherung von staufischen Besitzungen um Barr, Andlau und des unter staufischem Schutz stehenden Klosters Hohenburg, dessen Ministeriale die Landsberger waren, doch schon 1232 wechselten diese ihren Lehnsherrn und schlugen sich auf die Seite des Straßburger Bischofs, dessen Truppen nachfolgend die regionalen staufischen Güter bedrohten. Der Schultheiß von Hagenau, Wölfelin, begann nach den Aufzeichnungen des Chronisten Richer von Senones deshalb in jener Zeit nahe Andlau mit der Errichtung einer Burg namens Landeshaoite. Eine Hypothese lautet dahingehend, dass es sich bei Landeshaoite um die Landsberger Burg gehandelt haben könnte, die Wölfelin an sich gebracht und anschließend aufwändig aus- und umgebaut haben könnte, sodass von einem Neubau die Rede war. 1237 fiel Wölfelin allerdings bei Kaiser Friedrich II. in Ungnade, und die Burg könnte wieder an die Herren von Landsberg zurückgefallen sein. Zumindest findet sie 1322 als Offenhaus des Straßburger Bischofs Erwähnung, und 1412 versetzte Otteman von Landsberg eine Hälfte der Anlage an den Pfalzgrafen bei Rhein, Ludwig den Bärtigen, der zugleich Landvogt des Elsass war. Zwei Jahre später kam auch die andere Burghälfte von Johann (Jean) von Landsberg an den Pfalzgrafen, der sie im 15. Jahrhundert mehrfach verpfändete. Nachfolgend gelangten die Landsberger wieder in den Besitz zumindest einer Hälfte der Burganlage, der restliche Teil wurde von Kaiser Maximilian I. eingezogen und anschließend als Lehen an seinen Kanzler Nikolaus Ziegler vergeben. Allerdings gelang es den Herren von Landsberg bis um die Mitte des 16. Jahrhunderts die gesamte Anlage wieder in ihren alleinigen Besitz zu bringen, jedoch wurde die Nutzung der Kernburg zu Wohnzwecken noch im gleichen Jahrhundert aufgegeben. Letztes urkundliche Zeugnis für eine Wohnnutzung der Burggebäude ist ein Burgfriedensvertrag aus dem Jahr 1525.
Im 18. Jahrhundert wurden die derweil heruntergekommenen Gebäude zuerst noch landwirtschaftlich genutzt, ehe sie ab den 1780er Jahren ausschließlich als Forsthaus dienten. Nachdem die Anlage 1789 während der Französischen Revolution konfisziert worden war, wurde sie 1790 als Nationalgut an den Baron Friedrich von Türkheim verkauft. Seine Familie ist auch heute noch Eigentümerin der Ruine.

### Baugeschichte

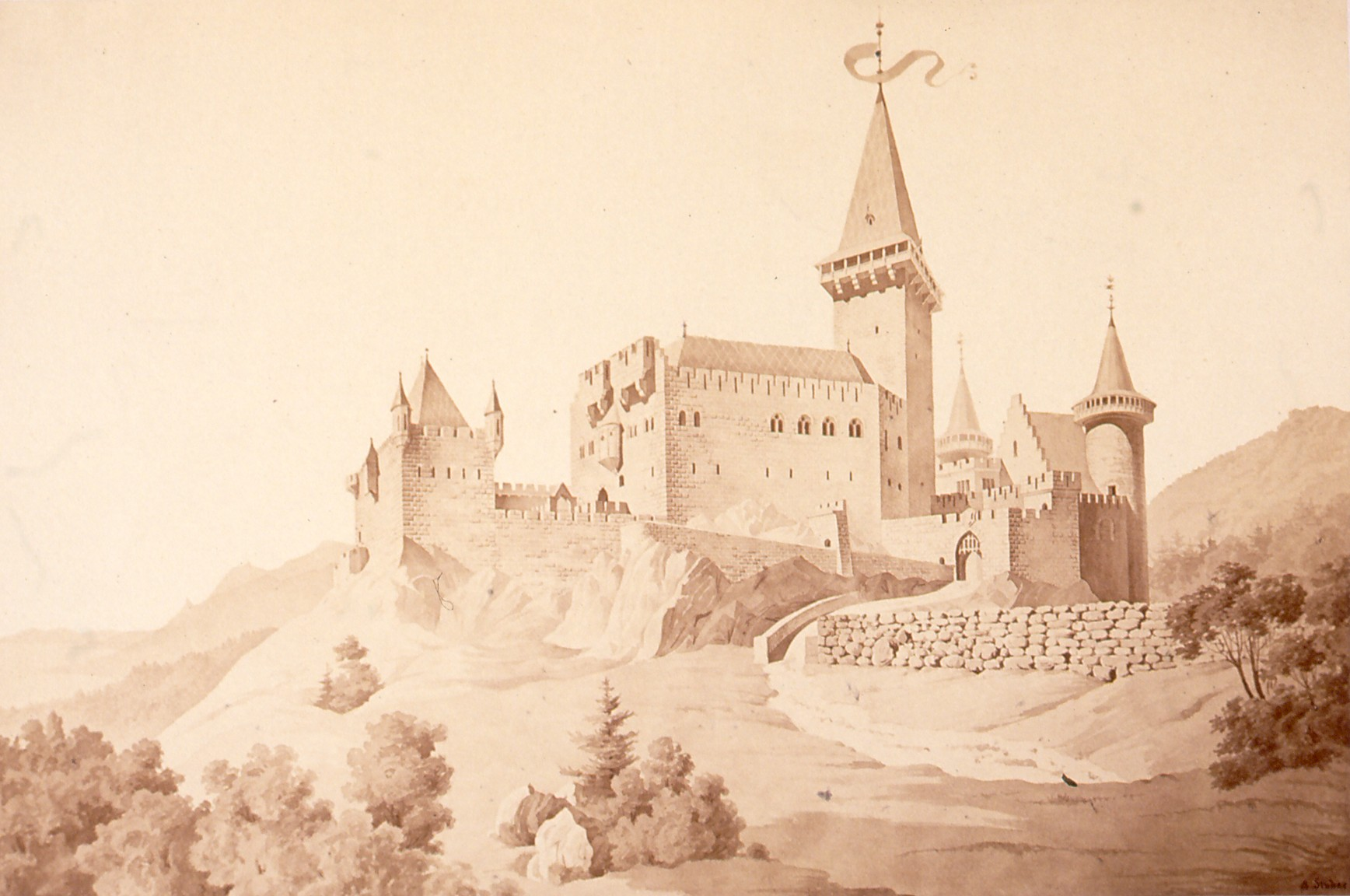
Die Burg vor ihrer Zerstörung, Rekonstruktion von A. Stuber

Formulierungen der Urkunde, in der die Burg Landsberg erstmals schriftlich erwähnt wird, lassen darauf schließen, dass diese erst kurz zuvor errichtet wurde und ihre Errichtung womöglich noch nicht abgeschlossen war. Der Baubeginn der Landsberger Anlage ist deshalb zwischen 1197 und 1200 zu datieren. Archäologische Funde, die eine mögliche Vorgängeranlage bestätigen könnten, gibt es bisher nicht. Die erste, einfache Burg des Conrad von Landsberg bestand aus einem viereckigen Bergfried sowie einem Wohnbau, der im ersten Viertel 13. Jahrhunderts im Südosten um eine Vorburg mit Ringmauer erweitert wurde. Um 1235 entstand im Nordwesten der Kernburg ein zweiter, eigenständiger Burgkomplex, bestehend aus zwei Wohngebäuden und einer hohen Ringmauer, die runde Ecktürme besaß. Die Bauten wurden erst im Laufe der nachfolgenden Zeit mit der schon länger bestehenden Kern- und Vorburg zu einer Anlage verbunden.
In der ersten Hälfte des 15. Jahrhunderts erfolgte ein Ausbau der östlichen Vorburg, was durch die Form der heute noch erhaltenen Schießscharten belegt ist. Doch bereits 1461 wurde die Anlage als „ettwas buwefellig und buwes notturfftig“ bezeichnet. Grabungsbefunde lassen darauf schließen, dass die südwestliche Mauer der Kernburg im 16. Jahrhundert einstürzte. Die Baufälligkeit bedingte, dass Burg Landsberg im dritten Quartal des 15. Jahrhunderts renoviert werden musste. Gleichzeitig wurde eine Anpassung der wehrhaften Elemente an moderne Feuerwaffen vorgenommen. Diese halfen jedoch nicht, die Einnahme der Anlage während des Dreißigjährigen Krieges zu verhindern; zwischen 1632 und 1634 zerstörten sie vermutlich schwedische Truppen unter dem Kommando des Generals Gustaf Horn.
Die Reste des ehemaligen Haupttores wurden 1780 niedergelegt, um die beim Abriss gewonnenen Steine beim Neubau des nordöstlich der Burg gelegenen Forsthauses zu verwenden. 1868/69 nahm die Société pour la conservation des monuments historiques d’Alsace erste Erhaltungsmaßnahmen am oberen Teil des Bergfrieds vor, bei dem auch seine Südseite erneuert wurde. Zu jener Zeit existierten auf seiner Wehrplatte noch Reste der heutzutage völlig verschwundenen Zinnen. Weitere Restaurierungsmaßnahmen folgten seit dem Beginn des 21. Jahrhunderts.

## Beschreibung

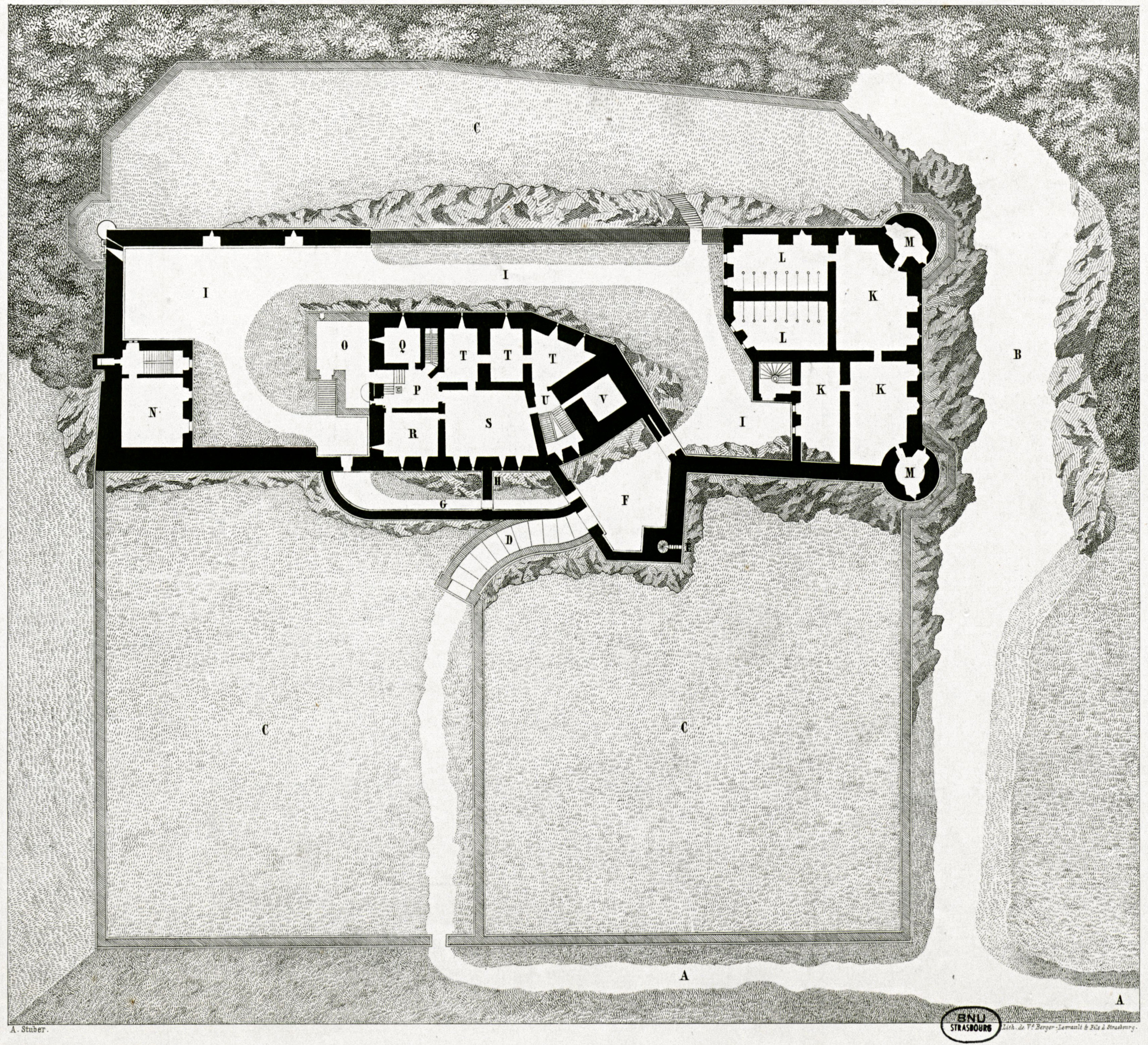
Grundriss der Burg

Burg Landsberg besteht aus einer spätromanischen Kernburg, einer östlich davon liegenden Vorburg und einer westlich liegenden Teilburg, die im zweiten Viertel des 13. Jahrhunderts als eigenständiger Bau, anfänglich ohne Anbindung an die Kernburg, errichtet wurde. Die Anlage steht auf einem Bergsporn, der an drei Seiten steil abfällt und somit von Natur aus gut gegen Angriffe geschützt war. Als Schutz für die nordwestliche, dem Berg zugewandte Seite diente ein breiter Halsgraben. Als Baumaterial kam vor allem im unteren Teil der Hauptburg Granit aus dem Burgfelsen zum Einsatz. Für die höheren Partien wurden Buckelquader aus rotem Buntsandstein genutzt, der in der Nähe der Burg ansteht. Die übrigen Bauten wurden aus Glattquadern errichtet, die ebenfalls aus Sandstein bestehen.

### Kernburg
Die Kernburg besitzt einen siebeneckigen Grundriss. An ihrer Nordwest-Seite befindet sich an der höchsten Stelle des Bergsporns der übereck gestellte, viereckige Bergfried. Um das Jahr 1200 erbaut, misst er an den Außenseiten 9,30 × 9,00 Meter und besitzt vier Geschosse mit Balkendecken. Mit Ausnahme des Erdgeschosses besitzen all seine Stockwerke schmale Rundbogenfenster. Die 2,30 Meter dicken Wände weisen heute noch eine Höhe von etwa 22,5 Metern auf. Im zweiten Obergeschoss sind heute noch ein Abort und, in sieben Metern Höhe, der spitzbogige Hocheingang sichtbar, der früher über den nördlichen Wohnbau der Kernburg erreichbar war. An der Nord- und der Südseite besaß der Bergfried im obersten Geschoss einst Hurden, deren Kragsteine 1860 noch erhalten waren.
Der übrige Kernburgbereich östlich des Bergfrieds wird von den Ruinen mehrerer Wohnbauten eingenommen, die heute noch reich gegliederte Außenmauern aufweisen. In der Spätphase der Anlage war die Kernburg hoflos und vollständig überbaut. Die Außenmauern der zweistöckigen Gebäude weisen – wie der Bergfried – in ihren obersten Geschossen Überreste von Hurden auf. Der Nordflügel besitzt im Erdgeschoss sechs schmale Rundbogenfenster. Im Obergeschoss deuten vier Biforien in den 1,6 Meter dicken Wänden auf den dahinterliegenden Saal. Zwei ihrer Mittelstützen wurden erst 2003 rekonstruiert.

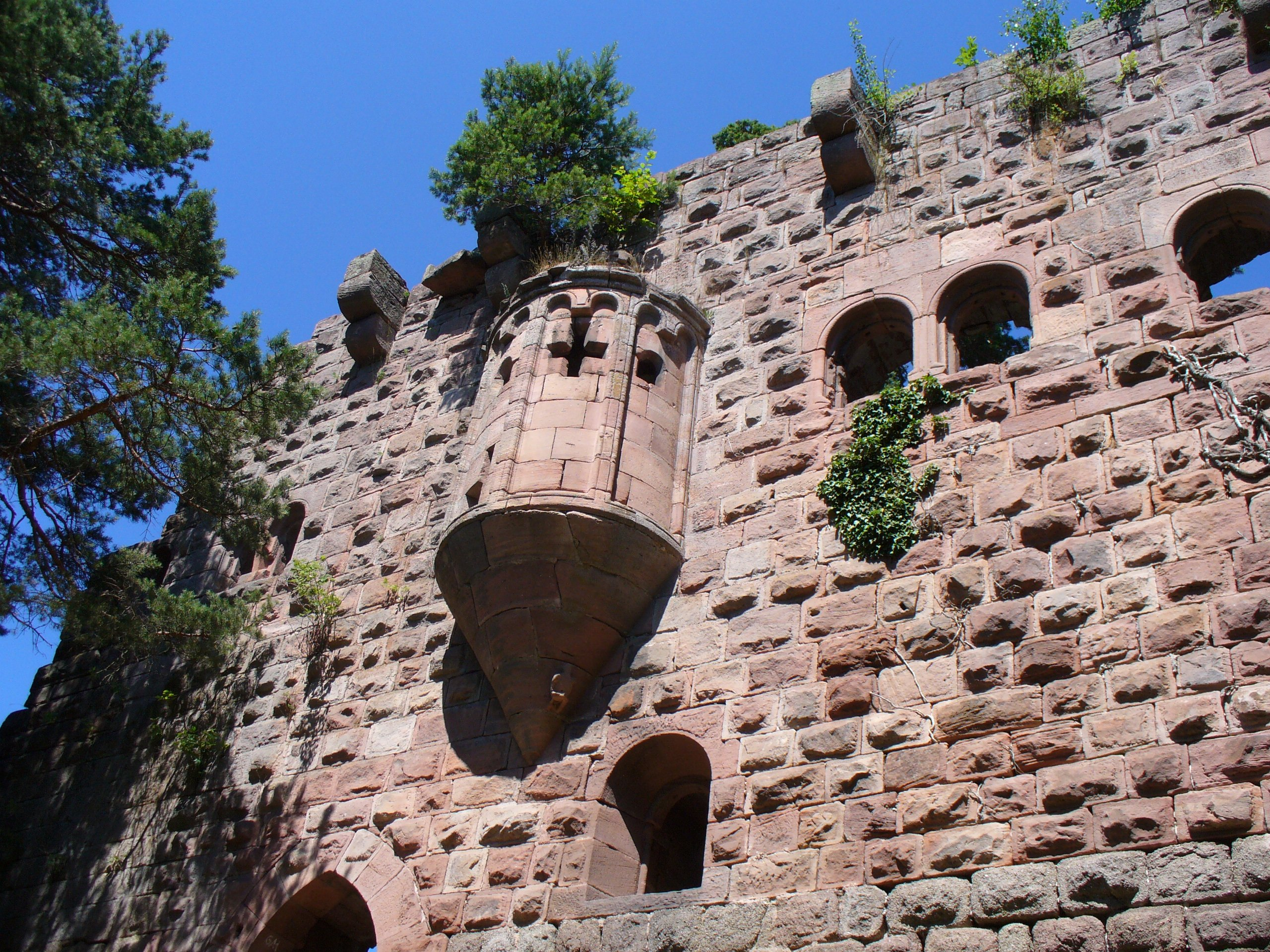
Südostseite der Unterburg mit dem Kapellerker

Im Ostteil der Kernburg beherbergte der dortige Wohnbau im Erdgeschoss eine Torhalle mit spitzbogigem Eingangstor sowie eine Zisterne. Im Obergeschoss haben sich an der Außenseite zwei Doppelarkaturen erhalten, zwischen denen der Kapellerker aus der Gebäudeflucht hervortritt. Die nur 12 cm dicken Kapellenwände sind an der Außenseite durch Lisenen in vier Felder unterteilt, die oben von einem Rundbogenfries abgeschlossen werden. In jedem Wandfeld befindet sich ein kleines Fenster, das früher verglast war. Im Inneren der Kapelle, die dem heiligen Antonius gewidmet war, haben sich in den Wänden ein Weihwasserbecken und ein Wandschrank erhalten.

### Unterburg
Östlich der Kernburg schließt sich die Unterburg an, deren Ursprünge im 13. Jahrhundert zu suchen sind. Ihre Ringmauer ist an der südöstlichen Ecke 15 Meter hoch. An ihrer Außenseite finden sich an der Nordost-Ecke in den beiden Obergeschossen die Reste zweier Aborte. Der südliche Teil der Mauer wurde im 15. Jahrhundert an der Innenseite auf 1,65 Meter Dicke verstärkt und gleichzeitig um vier Meter erhöht. Der Ausbau kann aufgrund der vorhandenen Schießscharten datiert werden, weil diese eine Übergangsform von Schlitzscharten zu feuerwaffentauglichen Schlüsselscharten darstellen.

### Westburg

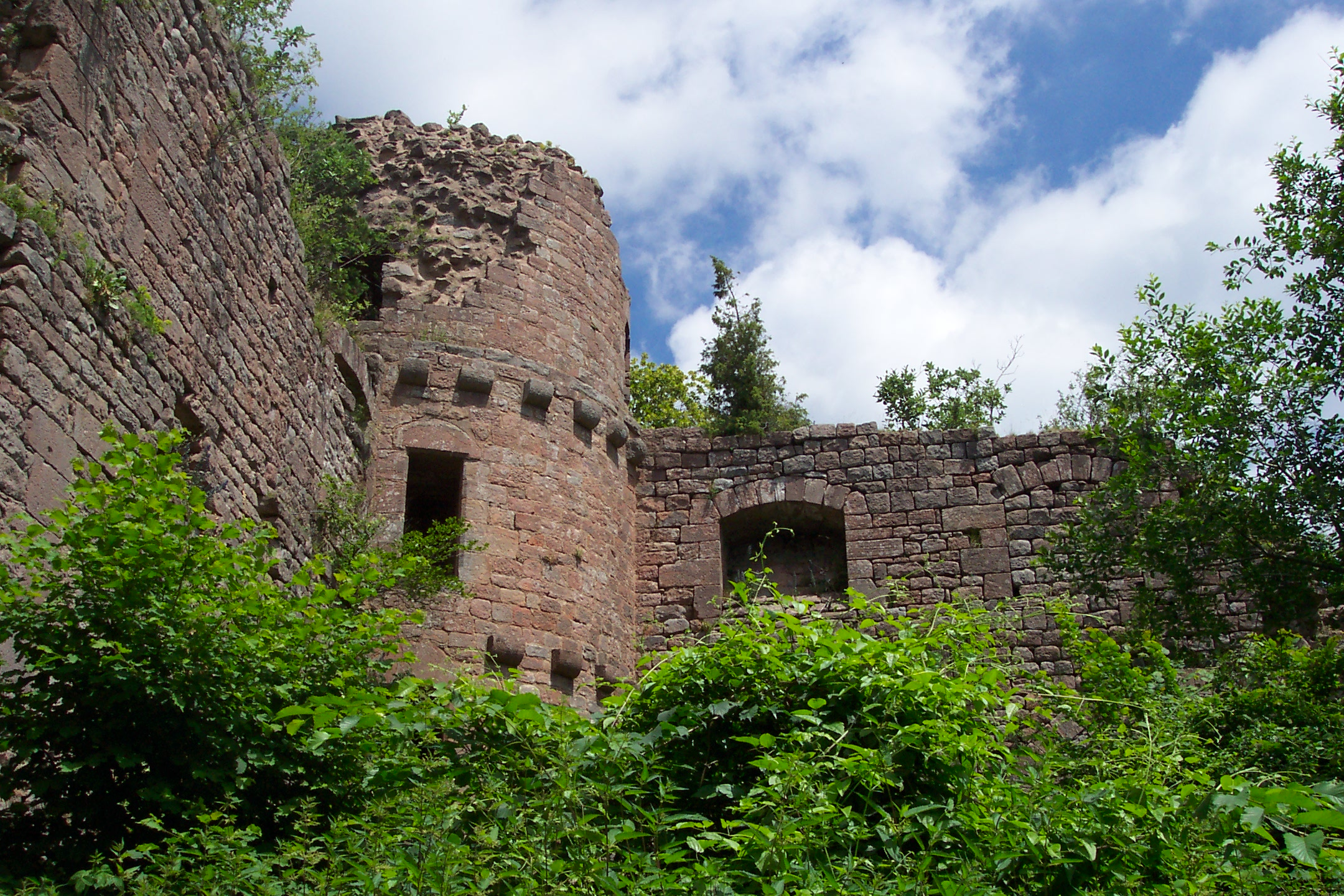
Die Westburg mit einem der Rundtürme

Nordwestlich der Kernburg stehen die Reste der sogenannten Westburg. Sie umfasste einen großen Wohnbau mit L-förmigem Grundriss und hohe, sieben Meter dicke Rundtürme an dessen Nordwest- und Südwest-Ecke. Zusammen weisen die Türme insgesamt elf 1,5 Meter hohe Schlitzscharten auf. Vom Wohnbau sind nur noch die drei Außenmauern erhalten, deren Öffnungen allesamt vermauert sind. Thomas Biller unterstützt deshalb die These, dass die Westburg im 15. Jahrhundert systematisch abgerissen und zu einem Zwinger umfunktioniert wurde. Das beim Abbruch gewonnene Material könnte beim Ausbau der östlichen Unterburg zum Einsatz gekommen sein.
Zwischen Westburg und Kernburg befand sich in der Nordmauer früher das rundbogige Haupttor der Burganlage, das durch einen vorgelagerten Zwinger mit Rechteckturm geschützt wurde. Ein weiteres, schmaleres Tor, das sich östlich der Kernburg in der Nordwand befand, führte direkt in die Unterburg.